# Heartbreak in Stereo
Heartbreak in Stereo — перший та єдиний студійний альбом американського рок-гурту Pencey Prep, реліз якого відбувся 26 листопада 2001 року на лейблі Eyeball Records (ре-реліз у 2007 році на вимогу фанатів, які не могли знайти та купити альбом).

## Трекліст
Пісні та тексти написані різними учасниками гурту Pencey Prep. Усі пісні записані у Nada Studios (Ньюбург, Нью Йорк), окрім Fat and Alone, яка була записана в HinchKraft Studios (Уейн, Нью Джерсі).
| #     | Назва                             | Тривалість |
| ----- | --------------------------------- | ---------- |
| 1.    | «P.S. Don't Write»                | 2:40       |
| 2.    | «Yesterday»                       | 4:06       |
| 3.    | «Don Quixote»                     | 3:55       |
| 4.    | «10 Rings»                        | 3:46       |
| 5.    | «The Secret Goldfish»             | 4:39       |
| 6.    | «8th Grade»                       | 4:11       |
| 7.    | «19»                              | 5:59       |
| 8.    | «Trying to Escape the Inevitable» | 4:42       |
| 9.    | «Lloyd Dobbler»                   | 2:07       |
| 10.   | «Florida Plates»                  | 5:20       |
| 19.   | «Fat and Alone» (прихований трек) | 2:35       |
| 44:38 |                                   |            |

## Склад гурту
- Тім Хейджвік — барабани
- Френк Аїро — вокал, гітара
- Джон МакГуайр — бас-гітара, бек-вокал
- Ніл Сабатіно — гітара, бек-вокал
- Шон Саймон — клавішні